# Улица Дзержинского (Мурманск)
У́лица Дзержи́нского — улица в Мурманске, появилась в 1925 году, названа в честь председателя Всероссийской чрезвычайной комиссии (ВЧК) Ф. Э. Дзержинского.

## Расположение
Пересекает с запада на восток вторую террасу, соединяя улицы Шмидта и Коммуны. У подножия третьей террасы замыкается зданием бывшего общежития педагогичского института, ныне учебного корпуса университета.

## История
Район расположения улицы с первых дней существования города входил в Базовый посёлок. Здесь были построены казармы для нижних чинов, пекарня и столовая военного гарнизона, а в районе от нынешнего Театрального бульвара до травмпункта на улице Книповича — лазарет. Вплоть до середины 1930-х годов здесь размещались хирургические и родильное отделения первого в Мурманске больничного городка, включавшего в себя одноэтажные постройки инфекционного и детского отделений.
Перед войной на улице стоял клуб особого государственного политического управления СССР (ОГПУ). В нём выступали приезжавшие в Заполярье А. М. Горький и О. Ю. Шмидт. Здание было разрушено 21 августа 1941 года фугасной бомбой. После войны на его месте появилась объединённая техническая школа ДОСААФ (ныне РОСТО).
В войну пострадал на этой улице также каменный жилой дом на пересечении улицы с проспектом Ленина.
Застройка улицы завершилась в начале 1970-х годов. Нынешнее название улица получила 14 сентября 1977 года, до того называлась Милицейской.

## Здания
На улице располагается бывший ЗАГС, магазин «Альбатрос» и Российская оборонная спортивно-техническая организация — РОСТО.